# Mikroregion Čistá - Senomaty
Mikroregion Čistá - Senomaty je dobrovolný svazek obcí podle zákona v okresu Rakovník, jeho sídlem jsou Senomaty a jeho cílem je celkový rozvoj mikroregionu, životního prostředí a cestovního ruchu. Sdružuje celkem 15 obcí a byl založen v roce 1999.

## Obce sdružené v mikroregionu
- Břežany
- Čistá
- Drahouš
- Krty
- Petrovice
- Příčina
- Řeřichy
- Senec
- Senomaty
- Šanov
- Šípy
- Václavy
- Velká Chmelištná
- Všesulov
- Zavidov